# Кауфман, Бел
Бел Ка́уфман (англ. Bel Kaufman; при рождении Бе́лла Миха́йловна Ко́йфман; 10 мая 1911, Берлин — 25 июля 2014, Нью-Йорк) — американская писательница и педагог. Внучка классика еврейской литературы Шолом-Алейхема.

## Биография
Родители Бел Кауфман — американские литераторы и журналисты на идише Михаил Яковлевич Койфман и Ляля (Сара Соломоновна) Рабинович (1887—1964). Родилась в Берлине, где её отец учился на медицинском факультете Берлинского университета. Детство (с начала Первой мировой войны) провела в Одессе, с декабря 1923 года — в США. Сначала семья жила в Бронксе, а через год, когда её отец получил лицензию на медицинскую практику, переехала в Ньюарк.
С отличием окончила колледж Хантер в Нью-Йорке в 1934 году, затем магистратуру по литературе в Колумбийском университете (1936). На протяжении десятилетий работала учителем английского языка в средних школах Нью-Йорка, затем в городском университете Нью-Йорка.
Начала публиковать короткую прозу с конца 1930-х годов. В 1940-х годах публиковала рассказы и скетчи в журнале Esquire, взяв литературный псевдоним Бел Кауфман (Bel Kaufman).
Основную известность Бел Кауфман принёс её полуавтобиографический и многократно переиздававшийся роман «Вверх по лестнице, ведущей вниз» (англ. Up the Down Staircase; 1965, русский перевод Е. Ивановой и С. Шайкевич, 1967), основанный на многолетнем преподавательском опыте. В журнальном виде он был первоначально опубликован в Saturday Review в номере от 17 ноября 1962 года. Роман был экранизирован режиссёром Робертом Маллиганом в 1967 году («Up the Down Staircase») с Сэнди Деннис в главной роли. На основе романа в 1969 году Бел Кауфман также выпустила одноимённую пьесу. Роман был переведён на 16 языков и вышел общим тиражом более 6 миллионов экземпляров, а его название — Up the Down Staircase — превратилось в идиоматическое выражение.
Кауфман принадлежит также роман «Любовь, и всё такое...» (англ. Love, etc.), сборник рассказов разных лет «La Tigresse» (Тигрица, 2013), книга автобиографических очерков «This and That» (Это и то, 2012); в 2004 году вышла её иллюстрированная книга воспоминаний о детских годах в Одессе «Odessa Memories» (с соавторами). Среди других произведений — повесть «В воскресенье в парке» (Sunday in the Park, 1985), сборник «В Америке за рубежом» (Abroad in America, 1976). Рассказы Бел Кауфман «Письмо покойному учителю» и «И снова вверх по ведущей вниз лестнице» вошли в сборник «Запад вблизи» (М.: Прогресс, 1982).
Бел Кауфман являлась почётной председательницей отделения изучения идиша Колумбийского университета.
Умерла в 2014 году. Прах захоронен на кладбище Маунт-Кармел в Куинсе.

## Семья
Дети от первого брака с врачом Сидни Голдстайном (англ. Sydney Goldstine, 1909—2000, с 1933 года) — Джонатан Голдстайн (англ. Jonathan Goldstine, род. 1942), профессор информатики и инженерных наук университета штата Пенсильвания, и Теа Голдстайн (англ. Thea L. Goldstine, род. 1944), психолог.
Муж (с 1975 года) — Сидни Глак (англ. Sidney J. Gluck, род. 1917), профессор политической экономии Новой школы социальных исследований, предприниматель, президент Фонда Шолом-Алейхема (The Sholem Aleichem Memorial Foundation). По словам самой Кауфман, «он имеет пять профессий. Был профессор-марксист. На телевидении своя передача про Китай. Он художник. Он фотограф. Он возглавляет Фонд Шолом-Алейхема».
Брат — Шервин Кауфман (англ. Sherwin Allen Kaufman, 1920—2019), акушер-гинеколог, композитор и поэт-песенник, автор ряда научных и популярных книг по гинекологии, лечению бесплодия, организационным вопросам акушерской помощи.
Две её тёти со стороны отца — Бася (Берта) Койфман и Удл (Адель) Койфман — были замужем за еврейскими писателями (соответственно Мордхе Спектором и Довидом Пинским).

## Произведения
- 1964 — «Вверх по лестнице, ведущей вниз»
- 1979 — «Любовь и все остальное»

## Книги
- Up the Down Staircase (роман). Pan Books, 1964 (множество переизданий, переводы).
- Bel Kaufman’s Up the Down Staircase (пьеса). The Dramatic Publishing, 1969.
- Love, etc. (роман). Prentice Hall, 1979; Open Road, 2012.
- This and That: Random Thoughts and Recollections. Open Road, 2012.
- La Tigresse and Other Short Stories. Open Road, 2013.